# Кристиян Тафраджийски
Кристиян Иванов Тафраджийски е български футболист. Юноша на Академия Литекс. Играе предимно като дясно крило, но може да се изявява още като централен нападател и десен краен бранител. Силният му крак е десният.

## Кариера
Започва да се занимава с футбол сравнително късно, когато през 2006 г. 13-годишен се явява на ежегодните приемни изпити, организирвани от оранжевата школа. Първият му треньор при „оранжевите“ е Христо Данчев и в зависимост от различните възрастови формации треньори още са му били специалисти като Николай Димитров-Джайч, Евгени Колев и Петко Петков. С последния става носител на Купата на БФС при юноши, родени 1993 г., като във финалната среща, играна на 15 април 2009 в Пловдив, „оранжевите“ побеждават връстниците си от Нафтекс с 2:1, а Кристиян отбелязва първото попадение. Пак през същата година на VI издание на Международния юношески турнир „Юлиян Манзаров“, състоял се в Правец, Литекс попадат в т.нар. „желязна група“, в които са още отборите на Левски (София), ЦСКА (София) и Стяуа Букурещ. Тафраджийски отбелязва един от головете за победата над Левски с 4:2, а „оранжевите“ завършват на първо място и се класират на финал. Там за трофея спорят с „гранда“ Барселона и след победа с 1:0 печелят турнира. Кристиян се състезава и за младшата възраст на Литекс, родени 1992 г. на треньора Евгени Колев с която на 28 юни 2009 и отново в Правец става Републикански шампион на България. На финала „оранжевите“ побеждават Левски (София). Неизменен титуляр е за своята възрастова формация с която участва в Елитната юношеска лига, дублиращия отбор, както и за старшата възраст на Литекс. През лятото на 2009 г. от ДЮШ на Левски Сф. отправят предложение към родителите на Тафраджийски относно бъдещето на младия талант, но те категорично отказват. През сезон 2008 – 09 има изиграни общо над 50 мача. На 12 септември същата година новоназначеният старши треньор Ангел Червенков взима 16-годишния голаджия в мъжкия състав на Литекс. Неофициалният му дебют за първия състав е на 24 януари 2010 г. когато в контролна среща от зимния подготвителен лагер ловчалии побеждават елитния Сливен с 4:0, а Кристиян влиза на полувремето като смяна на бразилеца Том. От началото на 2012 г. е пратен под наем във Видима-Раковски (Севлиево). Официалният му дебют в А група е на 3 март същата година срещу Литекс в Ловеч, загубен с 0:3.
От началото на сезон 2012 – 13 играе под наем в Академик (Свищов). През 2016 г. преминава в тима на ФК Созопол. От 2018 до 2019 г. играе за Литекс (Ловеч).

## Национален отбор
През април 2009 година с юношеския Национален отбор на България до 17 г. със старши треньор Атанас Желев печели международен турнир в Черна гора след победи над отбора на домакините и с негов гол над този на Република Македония. Избран е за най-добър играч на турнира. През септември същата година на XXIV международен турнир по футбол „Сиренка“ в Полша с младите български национали печели третото място, като отбелязва голове на Румъния, Украйна и в мача за III място срещу Полша.

## Успехи
- Купа на БФС с юноши, родени през 1993 г. – 2009
- Шампион на България при юноши младша възраст, родени 1992 г. – 2009
- Международен юношески турнир „Юлиян Манзаров“ – 2009